# Abkopplungsthese
Die Abkopplungsthese ist ein Prinzip des externen Rechnungswesen in Deutschland, welches dafür sorgt, dass der Jahresabschluss den Zweck der Informationsfunktion und somit auch das Ziel der Informationsvermittlung erfüllt.

## Die Abkopplungsthese beim Jahresabschluss nach GoB
Durch die Anwendung der Grundsätze ordnungsgemäßer Buchführung, insbesondere des Vorsichtsprinzips, des Realisationsprinzips und des Imparitätsprinzips, kann es dazu kommen, dass der Hauptteil des Jahresabschlusses (JA), nämlich die Bilanz und die Gewinn- und Verlustrechnung (GuV) kein korrektes Bild der tatsächlichen Finanz-, Ertrags- und Vermögenslage zeichnen. Theoretisch wäre daher der JA nicht in der Lage einen interessierten Dritten über die Unternehmensgeschäfte und die Unternehmenslage zu informieren, womit die Informationsfunktion des JA nicht erfüllt würde.
§ 264 Abs. 1 S. 1 HGB fordert jedoch vom Ersteller des JA die Erweiterung des JA um einen Anhang. Dieser Anhang ist laut § 264 Abs. 2 HGB dazu da, um eventuelle (außergewöhnliche) Informationsverzerrungen des JA durch zusätzliche Angaben auszugleichen, so dass ein korrektes Bild der Unternehmensgeschäfte und -lage wieder hergestellt ist.
Die Abkopplungsthese bezieht sich auf dieses Vorgehen und fasst es zusammen: die hinter der Ausschüttungsbemessungsfunktion nachrangige und lediglich subsidiäre (unterstützende) Informationsfunktion wird über den Anhang vom Hauptteil des JA abgekoppelt. Der Hauptteil der Bilanz (Bilanz und GuV) erfüllt nur die Ausschüttungsbemessungsfunktion.